# Erika Rosenberg
Erika Rosenberg (24 de junio de 1951, Buenos Aires) es una escritora argentina, intérprete, traductora, periodista y la biógrafa de Oskar Schindler y Emilie Schindler.

## Vida
Erika Rosenberg nació el 24 de junio de 1951 en Buenos Aires como hija de judíos alemanes. Sus padres, un jurista y una doctora, en 1936 huyeron del Holocausto a la Argentina pasando por el Paraguay.
En 1990 conoció a Emilie Schindler con quien mantuvo intensivas conversaciones que no solamente llevaron a una amistad sino también a más de 70 horas de grabación, a partir de las cuales Rosenberg escribió la biografía “En la sombra de Schindler” en 1993. 
Después de la muerte de Emilie Schindler el 9 de octubre de 2001, Erika Rosenberg se convierte incluso en heredera.
Anteriormente publicó las biografías de la viuda de Schindler bajo el título “Yo, Emilie Schindler” y de su esposo como “Yo, Oskar Schindler”.
Desde 2009, Erika Rosenberg representa a la República Argentina en el consejo internacional de la organización Servicio Austriaco en el Extranjero. Dicha Organización se ocupa de los Straßenkinder, los niños de la calle, para los que se prepara un programa de alfabetización.
En septiembre de 2011 presentó su libro acerca de la vida y obra de Guillermo Lehmann, quien fuera fundador de 15 colonias y ciudades en la Provincia de Santa Fe.
En agosto de 2012 salió una versión corregida de la biografía de Emilie Schindler por la editorial Weltbild.
En octubre del 2012 publicó su nuevo libro "Oskar Schindler. Sus desconocidos colaboradores y oponentes" formando así la trilogía acerca del tema Schindler.
Ese mismo año presentó una exposición de documentación acerca de Emilie y Oskar Schindler en colaboración con la Fundación socialista Friedrich Ebert en la ciudad de Ratisbona.
En febrero de 2015 se publica su nuevo libro en Alemania. Una biografía sobre el Papa Francisco "Als ich mit dem Papst U-Bahn fuhr" (cuando viajaba  con el Papa en subte).
El 25 de febrero de 2015 es condecorada por el presidente de Alemania con la Orden de la Cruz al caballero por sus trabajos. 
Su próximo proyecto trata de una historia en Budapest en 1944 titulada "Glashaus".
Das Glashaus, "La casa de Cristal" trata  de la vida y obra del vicecónsul suizo Carl Lutz que en 1944 salvó la vida de 63000 judíos hüngaros del Holocausto mediante  salvoconductos y pases colectivos falsos. El libro  salió   nuevamente bajo el sello editorial Herbig en Alemania.
Erika Rosenberg fue condecorada en marzo de 2016 por el Servicio  del Exterior Austriaco.
Sus actuales proyectos literarios responden a un trabajo sobre el femicidio  a nivel  mundial y otro trabajo sobre una continuación de la Glashaus, como tomo dos referente a los falsificadores.
Erika Rosenberg vive y trabaja en Argentina y Alemania.

## Obras
- En la sombra de Schindler. Emilie Schindler cuanta su historia. Kiepenheuer & Witsch, 1997, ISBN 3-462-02585-6

- Yo, Oskar Schindler: Sus apuntes, cartas y documentos personales. Editorial Herbig, Munich 2001 ISBN 3-7766-2204-0

- Yo, Emilie Schindler. Recuerdo de una inflexible. Editorial Herbig, Munich, 2001, ISBN 3-7766-2230-X

- Ensayo sobre el "Che Guevara"

- "Historia de un inmigrante" basada en la vida del Dr. Benno Band

- Historia del Bandoneón

- "Yo busco a mi madre"

- La vida de la Beata Restituta. Monja franciscana que fue ajusticiada por los nazis en Viena en 1943

- Vida y Obra de Guillermo Lehmann. Fundador de ciudades y localidades en Santa Fe

- "Schindler y sus colaboradores y oponentes"  LIT-Verlag, ISBN 978-3-643-11884-4

"Als ich mit dem Papst U-Bahn fuhr" Langen Müller Herbig, München ISBN 978-3-7766-2753-4
"Das Glashaus" Langen Müller Herbig, Stuttgart  ISBN 978-3-7766-2787-9